# Abraham Louis Perrelet
 (août 2015).
Pour les articles homonymes, voir Perrelet.
Abraham Louis Perrelet, né en décembre 1728 au Locle (alors dans la principauté de Neuchâtel), où il est mort le 4 février 1826, est un horloger neuchâtelois, suisse à la fin de sa vie, souvent cité comme l'inventeur de la montre automatique, en concurrence avec Hubert Sarton.

## Biographie
Abraham Louis Perrelet est le fils d'un charpentier et agriculteur qui créait déjà des outils de grande finesse pour les horlogers, dans une famille établie dans la région du Locle depuis le XIVe siècle. Il devient horloger et s'intéresse à l'amélioration des mécanismes, notamment la marche des gardetemps, et confectionne des montres avec échappement, à cylindre, à duplex, à quantième et à équation. Le Musée International de l’Horlogerie de La Chaux-de-Fonds possède l’une des dernières pièces de Perrelet. Il aurait réalisé sa dernière montre à l'âge avancé de 95 ans.

## Histoire du remontage automatique de Perrelet
En 1777, lors d'un voyage à Neuchâtel, Horace-Bénédict de Saussure, physicien et naturaliste, écrit dans son carnet avoir rencontré « Monsieur Perlet, l’inventeur des montres qui se remontent par le mouvement de celui qui les porte ». On retrouve, dans les procès-verbaux de l’Assemblée Générale du 11 juin 1777 de la Société des arts de Genève, une mention signalant que M. de Saussure a informé le Comité des réalisations de Perrelet, et que la Société des arts s'est portée acquéreur d'une de ces montres. Ce sont Alfred Chapuis et Eugène Jaquet, dans leur ouvrage La montre automatique ancienne, paru en 1952, qui firent le lien entre la mention de « Monsieur Perlet » et Abraham Louis Perrelet.
En 1993, Joseph Flores contesta à Perrelet le titre d'inventeur des montres à remontage automatique. Selon lui, le premier document officiel relatif aux montres automatiques fut déposé par Hubert Sarton (1748-1828), un horloger liégeois. Ce document, remis à l’Académie des sciences de Paris, montre un descriptif de montre à remontage automatique, daté du 23 décembre 1778.